# Île Saint-Louis
Île Saint-Louis er en af to naturlige øer i Seinen i Paris, Frankrig (den anden naturlige ø er Île de la Cité; Île aux Cygnes er kunstig).
Øen er opkaldt efter kong Ludvig 9. (også kaldet Ludvig den Hellige). Île Saint-Louis er forbundet til resten af Paris af fire broer til begge seinebredder og til île de la Cité af Pont Saint-Louis. Øen blev oprindeligt brugt som græsmark for markedskvæg og opbevaring af træ.
Øen er beliggende inden for det 4. arrondissement i Paris og har et befolkningstal på 4.453.

## Historie
Île Saint-Louis var oprindeligt to småøer i Seinen: Île Notre Dame (den største af de to) og Île aux Vauches (en lille ø brugt til indhegning af kvæg). Det var under kong Ludvig 13. af Frankrig, som regerede fra 1610 til 1643, der, sammen med sin mor, Marie af Medici, i starten af det 17. århundrede besluttede at implementere en større byplan, der var udtænkt af den tidligere kong Henrik 4. af Frankrig.
Ansvaret for udviklingen af Île Saint-Louis blev givet til entreprenøren Christophe Marie, som indgik et partnerskab med bygmestrene Lugles Poulletier og François Le Regrattier. Marie valgte arkitekten Louis Le Vau som arkitekt. I 1614 blev grøften mellem de to småøer fyldt, og der blev opført byhuse mellem 1620 og 1650. Ø-projektet fulgte tæt en i forvejen tegnet byplan, for første gang i Paris' historie. Byplanlægningen viste sig at være forud for sin tid i Paris; det var ikke før under Napoleon 3. af Frankrig, over 200 år senere, at byplanlægning blev implementeret over hele byen. Gaderne blev opført lige og omkring en central akse. For at mindske risikoen for brande, erstattede materialer som sten og tegl træ, gips og stråtækte tage.
En anden nyskabelse på Île Saint-Louis var husenes orientering; i stedet for at vende ind mod centrale gårdhaver, blev bygningernes vinduer og balkoner vendt mod floden. Gårdhaverne blev smallere og de almindelige (køkken)haver eksisterede nærmest ikke. Udover de adelige, der flyttede til øen for at slippe væk fra Paris' støj, flyttede også aristokrater, rige købmænd og politikere til Île Saint-Louis. Sammen med Faubourg Saint-Germain og Le Marais var øen blandt de mest velhavende bydele i Paris i det 17. og 18. århundrede. Selv i dag er området en særligt dyrt sted med lejligheder op til $4 millioner.
Blandt bygninger på øen, står Hôtel Lambert et større hôtel particulier på Île Saint-Louis' østlige spids. Hôtel Lambers er udført af arkitekten Louis Le Vau og opført mellem 1640 og 1644 for finansmanden Jean-Baptiste Lambert (der døde i 1644) og færdiggjort af dennes bror, Nicolas Lambert.

## Broer
Fire broer forbinder Île Saint-Louis med fastlandet:
- Pont de la Tournelle
- Pont Louis-Philippe
- Pont Marie
- Pont de Sully

Île Saint-Louis er forbundet med den anden naturlige ø i Seinen, Île de la Cité, via fodgængerbroen Pont Saint-Louis.
Île Saint-Louis og Île de la Cité panorama